# Dödsjön
Dödsjön är en sjö i Härjedalens kommun i Härjedalen och ingår i Ljusnans huvudavrinningsområde. Sjön har en area på 0,154 kvadratkilometer och ligger 561,3 meter över havet.

## Delavrinningsområde
Dödsjön ingår i det delavrinningsområde (684376-142773) som SMHI kallar för Utloppet av Fännesjön. Medelhöjden är 555 meter över havet och ytan är 4,34 kvadratkilometer. Det finns ett avrinningsområde uppströms, och räknas det in blir den ackumulerade arean 21,63 kvadratkilometer. Gönan som avvattnar avrinningsområdet har biflödesordning 4, vilket innebär att vattnet flödar genom totalt 4 vattendrag innan det når havet efter 313 kilometer. Avrinningsområdet består mestadels av skog (61 procent). Avrinningsområdet har 0,47 kvadratkilometer vattenytor vilket ger det en sjöprocent på 10,8 procent.